# Charles Henry
Charles Henry (Bollwiller, 16 de mayo de 1859-Versalles, 4 de noviembre de 1926) fue un bibliotecario, polígrafo y crítico de arte francés.

## Biografía
Charles Henry estudió en París, donde se convirtió en asistente en 1881 y bibliotecario en la Sorbona. Fue enviado a Italia como especialista en la historia de las matemáticas, para buscar manuscritos que el gobierno deseaba publicar. Publicó varios trabajos sobre temas similares, así como memorias, cartas y otras obras, y escribió comentarios sobre las teorías musicales de Jean-Philippe Rameau y Józef Maria Hoene-Wroński. También se le acredita la invención de varios dispositivos e instrumentos ingeniosos utilizados en los laboratorios de psicofisiología. Publicó la correspondencia de Pierre Daniel Huet bajo el título Un érudit, homme du monde, homme d'église, homme de cour (1880), Problèmes de géométrie pratique (1884) y Lettres inédites de Mademoiselle de Lespinasse à Condorcet, à D'Alembert, à Guibert, au Comte de Crillon (1887).

## Obras
- Introduction à une esthétique scientifique, París, 1885
- La théorie de Rameau sur la musique, París, Hermann, 1887
- Wronski et l'esthétique musicale, París, Hermann, 1887
- Rapporteur esthétique, París, Seguin, 1888
- Cercle chromatique, París, Verdin, 1888
- Esthétique et psychophysique, Revue philosophique, vol. 29, 1890
- Harmonies de formes et de couleurs, París, 1891
- L'esthétique des formes, La Revue blanche, vol. 7, 1894
- Sur l'équation générale des courbes de fatigue, Comptes rendus hebdomadaires des séances de l'Académie des sciences, vol. 136, 1903, p. 441-444
- Sensation et énergie, París, 1910
- Mémoire et habitude, París, 1911
- La lumière, la couleur et la forme, L'esprit nouveau, 1921